# إسحاق سكوتي
اسحاق سكوتي (بالتركية: İshak Sükûti)‏ (1902-1868) ثائر عثماني وناشط وطبيب كردي.

## الخلفية
ولد إسحاق سوكوتي لعائلة فقير من أصل كردي أو تركماني في ديار بكر، في عام 1887 سجل سوكوتي في أكاديمية جولهان الطبية العسكرية في إسطنبول. وانضم إلى إبراهيم تيمو ومحمد رشيد وعبد الله جودت واحمد رضا في تشكيل جمعية شبابية سرية سمت في البداية بجمعية الاتحاد العثماني والتي ستعرف لاحق بجمعية الاتحاد والترقي التي تهدف بالأساس لإصلاح السلطنة العثمانية وإزالة السلطة الاستبدادية للسلطان عبد الحميد الثاني. وبهذا عرف الطبيب إسحاق سكوتي بإنه شاب متحمس للحقبة الجديدة للسلطنة، وعندما كان من معارضي السلطة الاستبدادية عما 1896 اكتشفت الحكومة وجود حركة من منظمة شبابية وتم الكشف عن أسمائهم ونفيهم إلى إيالة طرابلس ومن ثم جنيف في سويسرا، وأسس اسحاق سكوتي وعبد الله جودت جريدة وطنية باسم الجريدة العثمانية.
توفى إسحاق سكوتي عام 1902 وكان لوفاته خسارة كبيرة وضرر للجمعية، حيث كان يحضى بإحترام كبير بين زملائه النقابيين، وحزن عليه أعضاء الجمعية وكتب أحمد رضا ملاحظة نعي قصيرة عن وفاته. يعتبر اسحاق هو أمين أرشيف الجمعية لما يقرب من عدة سنوات وقد جمع قدرًا كبيرًا من الوثائق حول الشؤون التنظيمية والداخلية لجمعية الاتحاد والترقي بعد وفاته أمر السلطان عبد الحميد بعض السياسيين العثمانيين بالاستيلاء على تلك الأوراق ونقلها إلى القصر لتكون ضربة قاسية للجمعية كون بعض الاوراق تتضمن معلومات حساسة.

## الوفاة
أصيب إسحاق سكوتي بالسل خلال سنوات نفيه في سان ريمو وتوفى هناك، وفتح رضا نور قبره ونقل جثمانه إلى إسطنبول.